# Mildred Bailey

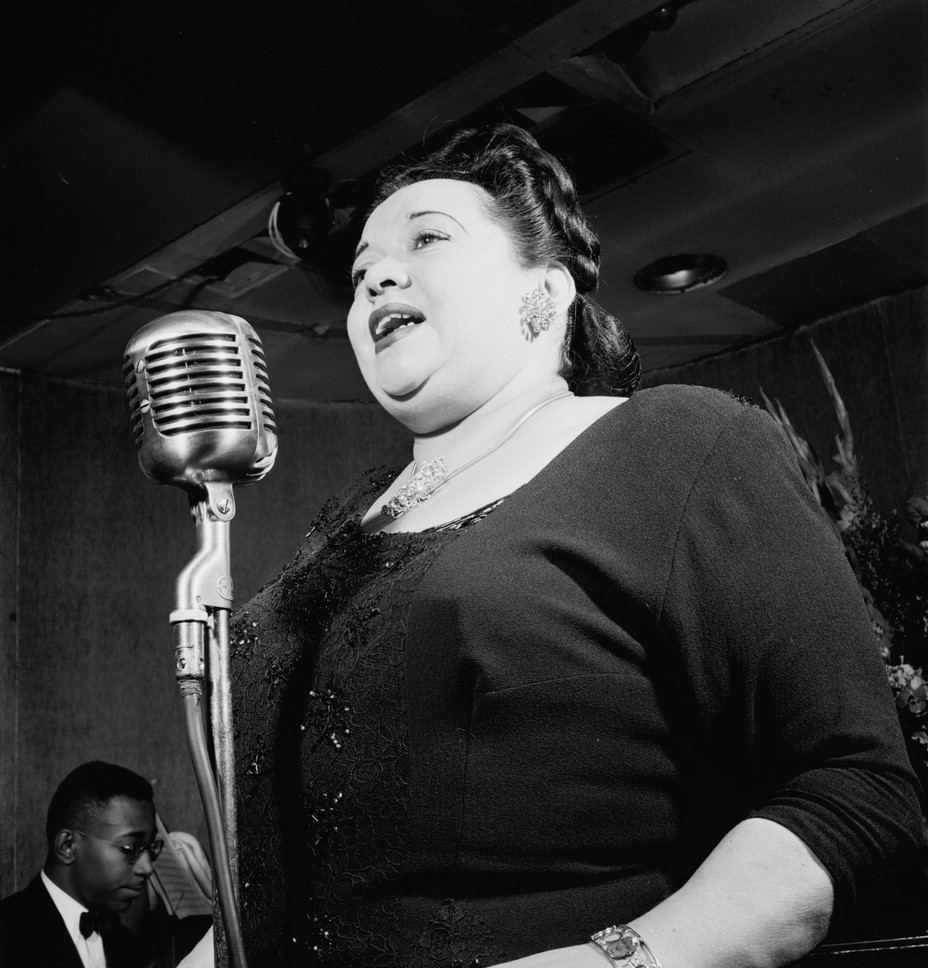
Mildred Bailey, New York 1947
Foto: William P. Gottlieb

Mildred Bailey (* 27. Februar 1907 im Coeur d’Alene-Reservat, Idaho bei Tekoa, Washington, als Mildred Rinker; † 12. Dezember 1951 in Poughkeepsie, NY) war in den 1930er Jahren eine bekannte US-amerikanische Jazzsängerin. Als erste Band-Sängerin in der Geschichte des Jazz gehörte sie fest zu den Stammsolisten ihres jeweiligen Orchesters. Dem breiten Publikum wurde sie durch ihre Version des Erfolgstitels Rockin’ Chair bekannt. Ihre Aufnahmen mit Red Norvo, John Kirby, Teddy Wilson, Benny Goodman und Coleman Hawkins gelten als bedeutend.

## Leben und Wirken
Bailey besuchte die Schule in Spokane; ihr Bruder Al Rinker war einer der Rhythm Boys in Paul Whitemans Band. Sie begann ihre Karriere als Teenager, als sie zu Stummfilmen die Begleitung sang und in Musikgeschäften Lieder vorführte. Sie behielt den Nachnamen ihres ersten Ehegatten, Ted Bailey, als sie nach Seattle zog, um als Sängerin zu arbeiten. Mit Hilfe ihres zweiten Gatten, Benny Stafford, konnte sie sich an der Ostküste als Blues- und Jazzsängerin etablieren. 1925 vermittelte sie ihrem Bruder Al Rinker und dessen Freund Bing Crosby Arbeit als Musiker. Crosby revanchierte sich, in dem er sie 1929 Paul Whiteman vorstellte. In der populären Radiosendung von Whiteman debütierte sie 1929 mit ihrer Fassung von Moaning Low und hatte augenblicklich Erfolg; sie war damals die erste weibliche Vokalistin in einer Jazzband.
Seit dieser Zeit arbeitete sie mit dem Whiteman Orchestra (bis 1933), wirkte aber erst ab 1931 bei Aufnahmen mit. Sie verließ Whiteman gemeinsam mit ihrem dritten Ehemann Red Norvo aufgrund von Auseinandersetzungen über ihre Bezahlung. Im November 1931 entstand bei ihrem zweiten Studiotermin (mit dem Orchester von Matty Malneck) unter eigenem Namen eine Version von Georgia on My Mind, das ihr erster Hit in den Charts wurde. 1933 nahm sie eine Reihe exzellenter Platten mit dem Eddie Lang Orchester (What Kind O’Man Is You) sowie mit Tommy und Jimmy Dorsey, 1934 mit der Studioband von Benny Goodman auf und ließ sich in New York nieder. Zwischen 1936 und 1939 leitete sie mit Norvo eine Band, die im Laufe der Zeit zu einer zwölfköpfigen Formation ausgeweitet wurde. Eine sichere Intonation als Sopran und eine vorzügliche Phrasierung trugen ihr 1936 den Spitznamen „Mrs. Swing“ ein. Als sie später Hoagy Carmichaels Stück Rockin’ Chair (mit The Delta Rhythm Boys als Begleitsänger) bekannt machte, erhielt sie auch den Beinamen „Rockin’ Chair Lady“. Im Jahre 1939 war sie Gast in Benny Goodmans Radioshow; es entstanden auch Aufnahmen mit Mary Lou Williams.
Zu Beginn der 1940er Jahre trat sie – trotz Krankheit – als Solistin im Café Society, im Blue Angel und anderen New Yorker Clubs auf; nach der Scheidung arbeitete Bailey weiterhin (bis 1945) mit Norvo zusammen, war aber auch auf Aufnahmen mit Teddy Wilson (1943) und Louis Armstrong (1944) zu hören. Mitte der 1940er hatte sie ihre eigene Radioshow bei CBS. Krankheitsbedingt – sie litt an Diabetes und hatte Herzprobleme – trat sie bis 1949 auf, nahm aber in ihren letzten Lebensjahren nur noch wenige Platten (u. a. mit Eddie Sauter) auf. 1950 gastierte sie noch mit Joe Marsala in Chicago; es erschien die Langspielplatte A Mildred Bailey Serenade. 1951 musste sie eine Tournee abbrechen und wurde in das Krankenhaus in Poughkeepsie eingeliefert, wo sie Ende des Jahres verstarb.
Nach Ansicht von Leonard Feather war Mildred Bailey ursprünglich von Bessie Smith, Ethel Waters und anderen Bluessängerinnen beeinflusst. Obwohl sie teilweise indianische Wurzeln hatte, galt sie als erste nicht-schwarze Sängerin, die im Jazz Anerkennung fand, bekannt für ihre einzigartig leichte Sopranstimme, ihre Jazz-beeinflusste Phrasierung, fehlerlose Artikulation und sicheres Gefühl für Swing.
Zur Erinnerung an die Sängerin brachte die US-amerikanische Post 1994 eine Briefmarke heraus. Die CD-Serie The Complete Columbia Recordings of Mildred Bailey (siehe unter „Sammlung“) bewertete die Jazzkritik international als herausragende historische Veröffentlichung des Jahres 2001.

## Diskographische Hinweise

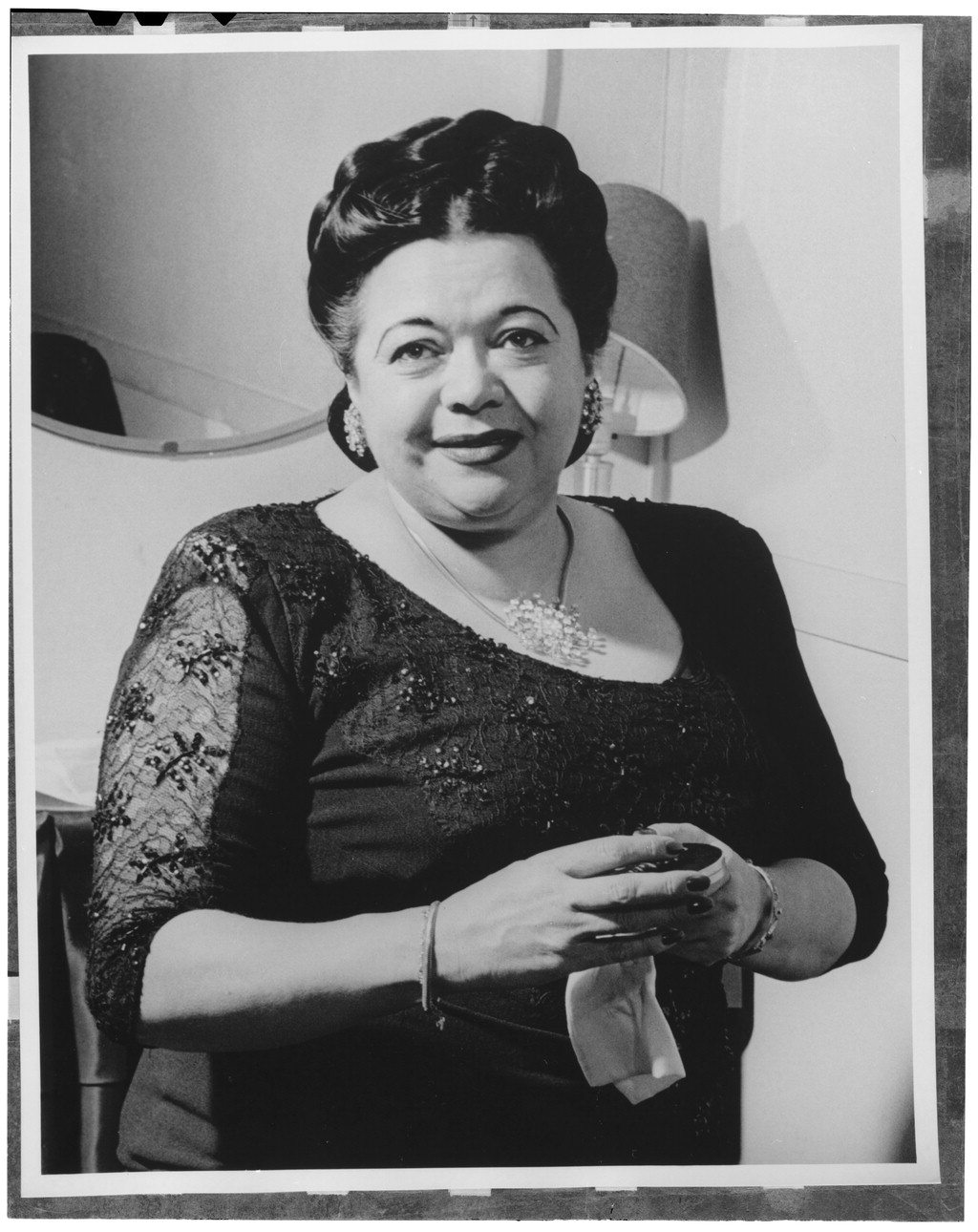
Mildred Bailey, im Nachtclub Aquarium, New York City, ca. August 1946. Foto: Bill Gottlieb

Baileys Schallplattenwerk ist in den Editionen der Firma Classics von 1929 bis 1947 dokumentiert; darunter ragen heraus:
- Mildred Bailey 1943-1945 (mit Charlie Shavers, Barney Bigard, Vernon Duke, Coleman Hawkins, Teddy Wilson),
- Mildred Bailey 1945-1947 (mit Ellis Larkins, Billy Taylor, Barry Galbraith); ferner
- Ms. Swing (Proper, 1929–1947)

## Sammlung
- The Complete Columbia Recordings of Mildred Bailey (1929–1942). Mosaic, 2000 – 10 CDs mit Eddie Lang and his Orchestra mit Andy Secrest, Hoagy Carmichael – Frank Trumbauer and his Orchestra mit Andy Secrest, Joe Venuti, Eddie Lang – Dorsey Brothers Orchestra mit Bunny Berigan, Tommy Dorsey, Jimmy Dorsey, Carl Kress, Artie Bernstein, Stan King, Glenn Miller arr, Dick McDonough, Manny Klein – Casa Loma Orchestra mit Sonny Dunham, Pee Wee Hunt, Glen Gray, Gene Gifford – Benny Goodman and his Orchestra mit Mannie Klein, Coleman Hawkins, Arthur Schutt, Dick McDonough, Artie Bernstein, Gene Krupa – Mildred Bailey and her Swing Band or Orchestra beziehungsweise Red Norvo and his Orchestra mit Chris Griffin, Chu Berry, Teddy Wilson, Eddie Dougherty, Red Norvo, Herbie Haymer, Dave Barbour, Edgar Sampson arr, Hank D’Amico, Eddie Sauter arr, Ziggy Elman, Artie Shaw, Ben Webster, John Kirby, Cozy Cole, Bill Miller, Roy Eldridge, Scoops Carry, John Collins, Truck Parham, Zutty Singleton, Buck Clayton, Edmond Hall, Herschel Evans, Freddie Green, Walter Page, Jo Jones, Pete Peterson, Dave Tough, Jerry Jerome, George Wettling, Charlie Shavers, Buster Bailey, Russell Procope, Billy Kyle, Mary Lou Williams, Floyd Smith, Mitch Miller, Alec Wilder arr, Bill Beason, Kenny Clarke – Benny Goodman and his Orchestra mit Jimmy Maxwell, Vernon Brown, Toots Mondello, O’Neill Spencer, Fletcher Henderson, Nick Fatool